# Serie A2 2013-2014 (rugby a 15)
La serie A2 2013-14 fu il settimo e ultimo campionato intermedio tra la seconda e la terza divisione di rugby a 15 in Italia.
Si tenne dal 6 ottobre 2013 al 4 maggio 2014 tra 12 squadre a girone unico, e non espresse alcuna promozione perché nella stagione successiva le squadre sarebbero state riassegnate alla nuova serie A.
Ad accedere a tale ristrutturata serie furono tutte quelle non retrocesse in serie B.
Preliminarmente all'inizio del campionato, l'Amatori Catania annunciò la propria rinuncia, con conseguente cancellazione della squadra dalla classifica e trasformazione del torneo a 11 squadre.
Relativamente ai play-off A1/A2 per la promozione in Eccellenza 2014-15, il Badia, vincitore del campionato, ne fu escluso per inadempienza parziale dell'obbligo di attività giovanile, avendo il Rovigo, delegato del Badia per la squadra U-18, ritirato la formazione dal campionato di categoria.
Per effetto di ciò la F.I.R. decretò che in finale promozione di Eccellenza vi accedesse direttamente la prima classificata di A1, mentre il play-out tra CUS Torino, secondo in A2, e il Roccia Rubano, decimo classificato della serie A1, non ebbe luogo a seguito della sopravvenuta delibera di soppressione della serie A2.
Infine, per quanto riguarda la retrocessione, scesero in serie B direttamente Amatori Alghero e Benevento e, dopo la sconfitta nel play-out, l'Amatori Capoterra.

## Squadre partecipanti
| Club              | Sponsor | Città             | Impianto interno                 |
| ----------------- | ------- | ----------------- | -------------------------------- |
| Amatori Alghero   |         | Alghero           | Stadio Maria Pia                 |
| Amatori Capoterra |         | Capoterra         | Stadio Comunale                  |
| Amatori Catania   |         | Catania           | Stadio Goretti                   |
| Badia             |         | Badia Polesine    | Nuovi impianti sportivi comunali |
| Benevento         |         | Benevento         | Stadio Pacevecchia               |
| CUS Genova        |         | Genova            | Stadio Carlini                   |
| CUS Perugia       |         | Perugia           | Stadio Comunale                  |
| CUS Torino        |         | Torino            | Pian di Massiano                 |
| Gran Sasso        |         | Villa Sant'Angelo | Campo Guglielmino                |
| Prato Sesto       |         | Sesto Fiorentino  |                                  |
| Valsugana         |         | Padova            | C.S. Altichiero                  |
| Vicenza           |         | Vicenza           | Rugby Arena                      |

## Formula
Il campionato si tenne a girone unico; fu originariamente previsto che la prima classificata di serie A2 accedesse ai play-off promozione in Eccellenza 2014-15 incontrando la prima classificata di serie A1.
- le ultime due squadre di serie A1 incontrarono in spareggio-salvezza la ottava e la nona classificata della serie A2 in doppio confronto (la ottava contro la dodicesima di A2 e la nona contro la undicesima di A2, con gara d'andata in casa della squadra di A2); le due perdenti il doppio confronto retrocedettero in serie B, le vincenti mantennero la A2 o vi furono riassegnate[4]; con la citata esclusione del Amatori Catania, tuttavia, la posizione di classifica che accedette agli spareggi scalò in alto di un posto[1], quindi a essere interessati ai play-out furono l'ottava e la nona classificata di serie A2 invece che la nona e la decima.
- infine, fu previsto uno spareggio tra la seconda classificata di serie A2 e la decima di serie A1 per l'assegnazione alla serie A 2014-15[5], ma lo spareggio fu successivamente annullato perché divenuto ininfluente[3].

## Stagione regolare
| 6-10-2013  | 1ª/12ª giornata          | 2-2-2014  |
| ---------- | ------------------------ | --------- |
| 45-13      | CUS Torino - Benevento   | 8-8       |
| 45-8       | Valsugana - Prato Sesto  | 27-0      |
| 8-23       | CUS Perugia - Vicenza    | 9-23      |
| 28-20      | CUS Genova - Badia       | 5-25      |
| 30-16      | Gran Sasso - Alghero     | 11-29     |
| Rip.       | Capoterra                |           |
|            |                          |           |
| 27-10-2013 | 4ª/15ª giornata          | 2-3-2014  |
| 19-21      | Benevento - Capoterra    | 23-27     |
| 22-20      | Vicenza - CUS Genova     | 7-18      |
| 11-16      | CUS Torino - Valsugana   | 13-19     |
| 21-16      | Alghero - CUS Perugia    | 19-29     |
| 18-20      | Prato Sesto - Gran Sasso | 7-36      |
| Rip.       | Badia                    |           |
|            |                          |           |
| 17-11-2013 | 7ª/18ª giornata          | 30-3-2014 |
| 17-18      | Capoterra - Valsugana    | 28-58     |
| 27-15      | Badia - Vicenza          | 22-20     |
| 16-13      | Gran Sasso- CUS Perugia  | 16-22     |
| 15-27      | CUS Genova - CUS Torino  | 14-22     |
| 22-27      | Benevento - Alghero      | 27-35     |
| Rip.       | Prato Sesto              |           |
|            |                          |           |
| 15-12-2013 | 10ª/21ª giornata         | 27-4-2014 |
| 24-19      | Gran Sasso - Capoterra   | 30-20     |
| 15-19      | Alghero - Vicenza        | 17-32     |
| 12-25      | Valsugana - Badia        | 8-11      |
| 31-10      | CUS Perugia - Benevento  | 17-24     |
| 52-31      | CUS Torino - Prato Sesto | 20-15     |
| Rip.       | CUS Genova               |           |

| 13-10-2013 | 2ª/13ª giornata           | 9-2-2014 |
| ---------- | ------------------------- | -------- |
| 27-29      | Vicenza - Capoterra       | 18-15    |
| 18-13      | Alghero - CUS Torino      | 22-34    |
| 57-17      | Prato Sesto - CUS Perugia | 0-33     |
| 18-16      | Benevento - CUS Genova    | 30-28    |
| 19-27      | Badia - Gran Sasso        | 25-15    |
| Rip.       | Valsugana                 |          |
|            |                           |          |
| 3-11-2013  | 5ª/16ª giornata           | 9-3-2014 |
| 39-49      | Capoterra - Prato Sesto   | 14-13    |
| 19-36      | Benevento - Badia         | 3-56     |
| 15-18      | Valsugana - CUS Perugia   | 14-26    |
| 49-22      | CUS Genova - Alghero      | 18-30    |
| 18-12      | Gran Sasso - CUS Torino   | 11-15    |
| Rip.       | Vicenza                   |          |
|            |                           |          |
| 1-12-2013  | 8ª/19ª giornata           | 6-4-2014 |
| 25-19      | Alghero - Capoterra       | 28-38    |
| 9-0        | CUS Torino - Vicenza      | 10-13    |
| 36-10      | Valsugana - CUS Genova    | 10-34    |
| 7-26       | CUS Perugia - Badia       | 32-42    |
| 49-15      | Prato Sesto - Benevento   | 27-24    |
| Rip.       | Gran Sasso                |          |
|            |                           |          |
| 22-12-2013 | 11ª/22ª giornata          | 4-5-2014 |
| 37-14      | Capoterra - CUS Genova    | 9-23     |
| 26-28      | Badia - CUS Torino        | 5-41     |
| 21-7       | Vicenza - Valsugana       | 17-24    |
| 22-19      | Prato Sesto - Alghero     | 35-14    |
| 17-3       | Benevento - Gran Sasso    | 17-29    |
| Rip.       | CUS Perugia               |          |

| 20-10-2013 | 3ª/14ª giornata          | 16-2-2014 |
| ---------- | ------------------------ | --------- |
| 16-16      | Capoterra - Badia        | 17-37     |
| 31-33      | Gran Sasso- Vicenza      | 6-15      |
| 30-9       | Valsugana - Alghero      | 25-10     |
| 21-19      | CUS Perugia - CUS Torino | 13-11     |
| 41-3       | CUS Genova - Prato Sesto | 5-29      |
| Rip.       | Benevento                |           |
|            |                          |           |
| 10-11-2013 | 6ª/17ª giornata          | 23-3-2014 |
| 46-3       | CUS Torino - Capoterra   | 17-13     |
| 49-5       | Vicenza - Benevento      | 19-10     |
| 33-14      | Valsugana - Gran Sasso   | 8-17      |
| 26-6       | CUS Perugia - CUS Genova | 20-24     |
| 16-22      | Prato Sesto - Badia      | 10-13     |
| Rip.       | Alghero                  |           |
|            |                          |           |
| 8-12-2013  | 9ª/20ª giornata          | 13-4-2014 |
| 19-9       | Capoterra - CUS Perugia  | 21-26     |
| 31-25      | Badia - Alghero          | 26-21     |
| 0-38       | Benevento - Valsugana    | 7-40      |
| 20-10      | Vicenza - Prato Sesto    | 18-22     |
| 18-27      | CUS Genova - Gran Sasso  | 21-19     |
| Rip.       | CUS Torino               |           |

### Classifica
|  |     | Squadra           | G  | V  | N | P  | PF  | PS  | P±   | B  | Pen | Pt |
|  | --- | ----------------- | -- | -- | - | -- | --- | --- | ---- | -- | --- | -- |
|  | 1.  | Badia             | 20 | 15 | 1 | 4  | 505 | 372 | 133  | 5  | 0   | 67 |
|  | 2.  | CUS Torino        | 20 | 12 | 1 | 7  | 453 | 294 | 159  | 14 | 0   | 64 |
|  | 3.  | Valsugana         | 20 | 13 | 0 | 7  | 483 | 296 | 187  | 11 | 0   | 63 |
|  | 4.  | Vicenza           | 20 | 13 | 0 | 7  | 414 | 314 | 100  | 7  | 0   | 59 |
|  | 5.  | Gran Sasso        | 20 | 11 | 0 | 9  | 400 | 377 | 23   | 10 | 0   | 54 |
|  | 6.  | CUS Perugia       | 20 | 10 | 0 | 10 | 400 | 406 | −6   | 7  | 0   | 47 |
|  | 7.  | Prato Sesto       | 20 | 8  | 0 | 12 | 421 | 494 | −73  | 11 | 0   | 43 |
|  | 8.  | CUS Genova        | 20 | 8  | 0 | 12 | 407 | 439 | −32  | 8  | 0   | 40 |
|  | 9.  | Amatori Capoterra | 20 | 7  | 1 | 12 | 421 | 516 | −95  | 9  | 0   | 39 |
|  | 10. | Amatori Alghero   | 20 | 7  | 0 | 13 | 422 | 529 | −107 | 9  | 4   | 33 |
|  | 11. | Benevento         | 20 | 4  | 1 | 15 | 312 | 601 | −289 | 6  | 0   | 24 |
|  | 12. | Amatori Catania   | 0  | 0  | 0 | 0  | 0   | 0   | 0    | 0  | 0   | 0  |

## Verdetti
- Badia, CUS Torino, Valsugana, Vicenza, Gran Sasso, CUS Perugia, Prato Sesto: assegnate direttamente alla serie A 2014-15
- CUS Genova: assegnato alla serie A 2014-15 dopo play-out
- Amatori Alghero e Benevento: retrocesse direttamente in serie B
- Amatori Capoterra: retrocessa in serie B dopo play-out